# Mella, Independencia
Mella är en kommun i Dominikanska republiken.   Den ligger i provinsen Independencia, i den sydvästra delen av landet, 150 km väster om huvudstaden Santo Domingo. Antalet invånare i kommunen är cirka 4 000.
Terrängen runt Mella är varierad. Närmaste större samhälle är Duvergé, 11,5 km väster om Mella. Omgivningarna runt Mella är en mosaik av jordbruksmark och naturlig växtlighet.